# Автономия
Вижте пояснителната страница за други значения на Автономия.
Автономията (старогръцки: αὐτονομία autonomia от αὐτόνομος autonomos от αὐτο-auto- „себе си“ + νόμος nomos, „закон“ – независим, някой, който дава на себе си собственото право" ) е самоуправление на дадена политическа общност.
За разлика от независимостта автономията е ограничена в рамки, които могат да варират значително. Например, автономията на автономните области в Съветския съюз е чисто номинална, докато автономията на Източна Румелия, автономна област в Османската империя, се доближава до независимост – тя разполага със собствена армия и присъствието на османски войски на нейната територия е забранено но все пак е без право на собствена външна политика според договора и устава.

## Други употреби
Терминът автономия, освен в политиката и политологията, се използва във философията (моралната философия), социологията и в биоетиката.